# Małyk Skakawec
Małyk Skakawec (bułg. Малък Скакавец) – szczyt pasma górskiego Riła, w Bułgarii, o wysokości 2682 m n.p.m.